# Pinzgauer Straße
De Pinzgauer Straße (B 311) is een Bundesstraße in de Oostenrijkse deeisataat Salzburgerland.
De B311 begint bij Bischofshofen waar ze aansluit op de A10. De weg loopt via de  rondweg van Bischofshofen waar bij afrit Bischofshofen de Hochkönig Straße aansluit. De B311 kruist de rivier de Salzach en de Salzburg-Tiroler-Bahn. De B311 loopt  waar de Salzachtal Straße aansluit. De weg loopt via de rondweg van Schwarzach im Pongau/Sankt Veit im Pongau die door de Schönbegtunnel en kent ten zuiden van het dorp Lend de aansluiting van de B167. De B311 loopt verder naar het westen,  komt door Eschenau en loopt zowel door de Trattenbachtunnel als door Taxenbach. De B311 loopt via de rondweg van Bruck waar de B107 aansluit. In het zuiden van Zell am See  sluiting van de B168 aan . De B311 loopt door de 5111 meter lange Schmittentunnel en loopt langs de noordwestkant van  de Zeller See. De B311 loopt nu in noordelijke richting en passeert Maishofen met een rondweg, door  Saalfelden am Steinernen Meer waar ze op een rotonde de Hochkönig Straße kruist. De B311 loopt verder door Weißbach bei Lofer, kruist 3 maal de Saalach, komt door Sankt Martin bei Lofer en Lofer, kruist het riviertje de Saalach, loopt  en sluit bij afrit Lofer-Nord aan op de B178.
B1 · 
B2 · 
B3 · 
B4 · 
B5 · 
B6 · 
B7 · 
B8 · 
B9 · 
B10 · 
B11 · 
B12 · 
B13 · 
B14 · 
B15 · 
B16 · 
B17 · 
B18 · 
B19 · 
B20 ·  
B21 · 
B22 · 
B23 · 
B24 · 
B25 · 
B26 · 
B27 · 
B28 · 
B29 · 
B30 · 
B31 · 
B32 · 
B33 · 
B34 · 
B35 · 
B36 · 
B37 · 
B38 · 
B39 · 
B40 · 
B41 · 
B42 · 
B43 · 
B44 · 
B45 · 
B46 · 
B47 · 
B48 · 
B49 · 
B50 · 
B51 · 
B52 · 
B53 · 
B54 · 
B55 · 
B56 · 
B57 · 
B58 · 
B59 · 
B60 · 
B61 · 
B62 · 
B63 · 
B64 · 
B65 · 
B66 · 
B67 · 
B68 · 
B69 · 
B70 · 
B71 · 
B72 · 
B73 · 
B74 · 
B75 · 
B76 · 
B77 · 
B78 · 
B79 · 
B80 · 
B81 · 
B82 · 
B83 · 
B84 · 
B85 · 
B86 · 
B87 · 
B88 · 
B89 · 
B90 · 
B91 · 
B92 · 
B93 · 
B94 · 
B95 · 
B96 · 
B97 · 
B98 · 
B99 · 
B100 · 
B105 · 
B106 · 
B107 · 
B108 · 
B109 · 
B110 · 
B111 · 
B113 · 
B114 · 
B115 · 
B116 · 
B117 · 
B119 · 
B120 · 
B121 · 
B122 · 
B123 · 
B124 · 
B125 · 
B126 · 
B127 · 
B129 · 
B130 · 
B131 · 
B132 · 
B133 · 
B134 · 
B135 · 
B136 · 
B137 · 
B138 · 
B139 · 
B140 · 
B141 · 
B142 · 
B143 · 
B144 · 
B145 · 
B146 · 
B147 · 
B148 · 
B149 · 
B150 · 
B151 · 
B152 · 
B153 · 
B154 · 
B155 · 
B156 · 
B158 · 
B159 · 
B160 · 
B161 · 
B162 · 
B163 · 
B164 · 
B165 · 
B166 · 
B167 · 
B168 · 
B169 · 
B170 · 
B171 · 
B172 · 
B173 · 
B174 · 
B175 · 
B176 · 
B177 · 
B178 · 
B179 · 
B180 · 
B181 · 
B182 · 
B183 · 
B184 · 
B185 · 
B186 · 
B187 · 
B188 · 
B189 · 
B190 · 
B191 · 
B192 · 
B193 · 
B197 · 
B198 · 
B199 · 
B200 · 
B201 · 
B202 · 
B203 · 
B204 · 
B205 · 
B209 · 
B210 · 
B211 · 
B212 · 
B213 · 
B214 · 
B215 · 
B216 · 
B217 · 
B218 · 
B219 · 
B220 · 
B221 · 
B222 · 
B223 · 
B224 · 
B225 · 
B226 · 
B227 · 
B228 · 
B229 · 
B230 · 
B303 · 
B305 · 
B309 · 
B310 · 
B311 · 
B316 · 
B317 · 
B319 · 
B320